# Troms og Finnmark

Troms og Finnmark (Samisch: Romsa ja Finnmárkku/Kveens: Tromssa ja Finmarku) was tussen 2020 en 2023 een provincie (fylke) van Noorwegen. 
De noordelijkste provincie ontstond op 1 januari 2020 als gevolg van de bestuurlijke herindeling van het land. Hierbij fuseerden de provincies Troms en Finnmark tot één fylke. De provincie grenst in het zuidwesten aan de provincie Nordland, in het oosten aan Rusland en in het zuiden aan Zweden en Finland. In het westen en noorden grenst ze aan de Atlantische Oceaan en de Noordelijke IJszee. Het politieke bestuur van de provincie is gevestigd in Tromsø, terwijl de statsforvalter resideert in Vadsø. Op 1 januari 2024 werden zowel Troms als Finnmark opnieuw zelfstandige fylkes. 
Met een oppervlakte van bijna 7,5 miljoen hectare was het veruit de grootste provincie van het koninkrijk. Het besloeg bijna een kwart van de totale oppervlakte van Noorwegen. De provincie was daarmee circa tweemaal zo groot als Nederland of België.

## Discussie
De door het kabinet-Solberg doorgevoerde provinciehervorming is in beide fylkes overwegend slecht gevallen. In een referendum werd door 87% van de bevolking de fusieprovincie afgewezen. Ook in Troms overheerste negativiteit omtrent de fusie.

### Fusie ongedaan maken
Na de totstandkoming van Troms og Finnmark bleef de onrust aanhouden. De provinciale herindeling werd een thema bij de landelijke verkiezingen. Bij de Noorse parlementsverkiezingen 2021 streden Senterpartiet, Arbeiderpartiet en Sosialistisk Venstreparti voor het terugdraaien van de situatie, waarbij Troms en Finnmark opnieuw aparte fylkes zouden worden. De centrumrechtse regering Solberg verloor de meerderheid in het parlement, waardoor een deling van de fusieprovincie weer dichterbij kwam aangezien Ap, Sp en SV een ruime meerderheid in het Storting verwierven.
De nieuwe centrumlinkse regering-Støre nam het plan voor het terugdraaien van de fusie op in het regeerakkoord. Eerder had ook al het parlement van Troms og Finnmark aan de landelijke politiek gevraagd om de fusie ongedaan te maken. Per 1 januari 2024 wordt de provincie opgeheven en worden Finnmark en Troms opnieuw aparte fylkes.
De gemeente Alta gaf wel te kennen dat het na zou denken over een eventuele aansluiting bij Troms mocht de provincie opgedeeld worden. Op 10 mei 2022 stemde een meerderheid van de inwoners van de gemeente Alta in een referendum voor aansluiting bij de “nieuwe” provincie Finnmark.

## Gemeentes
Troms og Finnmark bestond uit 39 gemeentes. De gemeentes met de meeste inwoners waren Tromsø (76.649), Harstad (24.827) en Alta (20.665).
De provincies Finnmark en Troms hadden bij de fusie op 1 januari 2020 samen 43 gemeenten, vier meer dan de huidige provincie. Op de deze dag werd van de provincie Finnmark Kvalsund opgenomen in de gemeente Hammerfest. Van de provincie Troms ging Skånland op in de gemeente Tjeldsund en fuseerden Berg, Lenvik, Torsken en Tranøy tot de gemeente Senja.
De volgende gemeentes lagen in de provincie:
| 1. Alta 2. Balsfjord 3. Bardu 4. Berlevåg 5. Båtsfjord 6. Dyrøy 7. Gamvik 8. Gratangen 9. Hammerfest 10. Harstad 11. Hasvik 12. Ibestad 13. Karasjok | 1. Karlsøy 2. Kautokeino 3. Kvæfjord 4. Kvænangen 5. Kåfjord 6. Lavangen 7. Lebesby 8. Loppa 9. Lyngen 10. Målselv 11. Måsøy 12. Nesseby 13. Nordkapp | 1. Nordreisa 2. Porsanger 3. Salangen 4. Senja 5. Skjervøy 6. Storfjord 7. Sørreisa 8. Sør-Varanger 9. Tana 10. Tjeldsund 11. Tromsø 12. Vadsø 13. Vardø |